# Butter (canção de BTS)
"Butter" é uma canção gravada pela boy band sul-coreana BTS. Foi lançada como single digital em 21 de maio de 2021, através das gravadoras Big Hit Music e Sony Music Entertainment, como o segundo single em inglês da banda. A faixa disco-pop, dance-pop e EDM foi escrita por Jenna Andrews, RM, Alex Bilowitz, Sebastian Garcia, Robert Grimaldi, Stephen Kirk e Ron Perry. Sua produção foi realizada pelos três últimos. "Butter" recebeu críticas positivas dos críticos de música, com elogios à sua melodia cativante. Foi um sucesso comercial, entrando nas paradas de diversos países, bem como na Billboard Global 200. Um remix com a rapper americana Megan Thee Stallion também foi lançado.

## Composição
Os relatórios iniciais sobre "Butter" disseram que era "uma faixa pop dançante repleta de charme e carisma feita pelo BTS". A Rolling Stone descreveu a música como "uma celebração pura e arrebatadora de dance-pop ao estilo de Bruno Mars, com camadas de sintetizadores estilo Jam e Lewis". RM, líder do grupo, disse que a canção é "muito enérgica" e "perfeita para o verão". A Forbes chamou de "faixa disco-pop chiclete" semelhante a "Dynamite", com uma "batida pulsante, de baixo e um refrão delicioso".  Depois de lançada, "Butter" foi categorizada como uma canção dos anos 1980-1990, dance-pop e EDM com elementos de pop rap.
Em uma coletiva de imprensa realizada no dia do lançamento da canção, RM revelou que, que o grupo gostaria de participar da composição do seu próximo single, mas eles acreditavam que "Butter" já soava "muito bem" e "muito completo". Ele ainda explicou que  "mudou algumas partes do rap da canção" porque "algumas das partes do rap original não eram totalmente compatíveis com o estilo do grupo". O membro disse que apesar de ainda haver "algumas lacunas" em sua fluência com o inglês, foi bem simples alterar as seções de rap na canção. Suga também tentou ajudar na composição, já que ele tinha estudado ativamente inglês durante o ano anterior mas a barreira do idioma ainda era um problema, então suas sugestões foram "imediatamente retiradas". Assim como "Dynamite", "Butter" não tem nenhuma mensagem pesada. Jimin revelou que não havia nenhum significado profundo por trás da letra e que o objetivo canção era que ela fosse "simples" e "fácil de ouvir".

## Lançamento
Em 5 de abril de 2021, alguns dias após o lançamento de seu single japonês "Film Out", BTS anunciou que lançaria uma nova música em maio. A Big Hit Music divulgou que ia revelar os planos após eles serem totalmente finalizados. Em 26 de abril, o título e a data de lançamento do single foram anunciados em uma transmissão ao vivo de uma hora no YouTube. O vídeo apresentava uma contagem regressiva com sons de cozinha ao fundo, o texto "Butter" e a data "21 de maio de 2021" apareceu no final do streaming. A livestream acumulou mais de 12,8 milhões de visualizações. Fotos conceituais e teasers em vídeo para a canção foram compartilhados através das mídias sociais oficiais da banda nas semanas seguintes. Eles realizaram uma coletiva de imprensa global uma hora após o lançamento do single.
O grupo foi o primeiro convidado na nova série exclusiva de rádio da Mellon Station, BigHit Music Record, em 21 de maio para apresentar "Butter" e participar de um questionário de perguntas feito pelos fãs. O single impactou as estações de rádio americanas em 25 de maio. Em 27 de maio, a Big Hit anunciou o lançamento de um remix da música chamado "Butter (Hotter Remix)", como agradecimento aos fãs pelo apoio.
Um CD single de "Butter" e de outro single intitulado "Pemission to Dance", escrita por Ed Sheeran, Johnny McDaid, Steve Mac e Jenna Andrews e produção de Mac, Stephen Kirk e Andrews. Foi lançado em 9 de julho e incluiu versões instrumentais de ambas as músicas.